# Evangelický kostel (Kovačica)
Evangelický kostel v Kovačici (srb. Словачка евангеличка црква у Ковачици) je pozdně barokní kostel nacházející se v srbské obci Kovačica, který byl založen pro slovenské luterány, přistěhovalé do Vojvodiny.
Kostel byl vystavěn v letech 1824–1828.
V interiéru se nachází oltářní obraz s vyobrazením Ježíše v Getsemanské zahradě od Konstantina Danila. Tři zvony ve věži pocházejí z roku 1848; hodiny a varhany jsou z roku 1915.
Kostel je památkově chráněn.
U kostela se nachází pomník faráře Jána Čaploviče a pomník obětem procesu z roku 1907.  